# モーツァルトのミサ曲
モーツァルトのミサ曲では、ヴォルフガング・アマデウス・モーツァルトのミサ曲を作品リストにし、それらを述べる。

## 作品一覧
| K.               | 作品タイトル                                | 作曲年  | 編成                     | 通し番号 | 備考                         |
| ---------------- | ------------------------------------------- | ------- | ------------------------ | -------- | ---------------------------- |
| 49 (47d)         | ミサ曲 ト長調『ミサ・ブレヴィス』           | 1768    | S,A,T,Bs,cho, 弦楽,org   | 1        |                              |
| 65 (61a)         | ミサ曲 ニ短調『ミサ・ブレヴィス』           | 1769    | S,A,T,Bs,cho, 弦楽,org   | 2        |                              |
| 66               | ミサ曲 ハ長調『ドミニクス・ミサ』           | 1769    | S,A,T,Bs,cho, Orch,org   | 3        |                              |
| 115 (166d)       | ミサ・ブレヴィス ハ長調                     | 1773    | 4声,org                  |          | 偽作＝L. モーツァルト作      |
| 116 (90a)        | ミサ・ブレヴィス ヘ長調                     | 1773    | 4声,org                  |          | L. モーツァルト作?           |
| 139 (47a)        | ミサ曲 ハ短調『孤児院ミサ』                 | 1768    | S,A,T,Bs,cho, Orch,org   | 4        |                              |
| 140 (Anh.C 1.12) | ミサ曲 ト長調『パストラル・ミサ』           | 1773?   | S,A,T,Bs,cho, Orch,org   | 5        |                              |
| 167              | ミサ曲 ハ長調『三位一体の祝日のためのミサ』 | 1773    | S,A,T,Bs,cho, Orch,org   | 7        |                              |
| 192 (186f)       | ミサ曲 ヘ長調『ミサ・ブレヴィス』           | 1774    | S,A,T,Bs,cho, Orch,org   | 6        |                              |
| 194 (186h)       | ミサ曲 ニ長調『ミサ・ブレヴィス』           | 1774    | S,A,T,Bs,cho, Orch,org   | 8        |                              |
| 220 (196b)       | ミサ曲 ハ長調『雀のミサ』                   | 1775    | S,A,T,Bs,cho, Orch,org   | 9        | ミサ・ブレヴィス             |
| 257              | ミサ曲 ハ長調『クレド・ミサ』               | 1776    | S,A,T,Bs,cho, Orch,org   | 10       |                              |
| 258              | ミサ曲 ハ長調『シュパウル・ミサ』           | 1775    | S,A,T,Bs,cho, Orch,org   | 11       | ミサ・ブレヴィス             |
| 259              | ミサ曲 ハ長調『オルガン・ソロ・ミサ』       | 1775-76 | S,A,T,Bs,cho, Orch,org   | 12       | ミサ・ブレヴィス             |
| 262 (246a)       | ミサ曲 ハ長調『ミサ・ロンガ』               | 1775    | S,A,T,Bs,cho, 弦楽       | 13       |                              |
| 275 (272b)       | ミサ曲 変ロ長調                             | 1777    | S,A,T,Bs,cho, 弦楽,org   | 14       | ミサ・ブレヴィス             |
| 317              | ミサ曲 ハ長調『戴冠式ミサ』                 | 1779    | S,A,T,Bs,cho, Orch,org   | 15       |                              |
| 337              | ミサ曲 ハ長調                               | 1780    | S,A,T,Bs,cho, Orch,org   | 16       | ミサ・ソレムニス             |
| 427 (417a)       | ミサ曲 ハ短調『大ミサ曲』                   | 1782-83 | 2S,T,Bs,2重cho, Orch,org | 17       | 未完、クレドは途中まで作曲   |
| 626              | レクイエム ニ短調                           | 1791    | S,A,T,Bs,cho, Orch,org   |          | 未完、ジュスマイヤー補筆完成 |

## 楽曲解説

### ミサ曲 ト長調『ミサ・ブレヴィス』 K. 49 (47d)
1768年の10月から11月にかけてウィーンで作曲された初期のミサ曲である。

### ミサ曲 ニ短調『ミサ・ブレヴィス』 K. 65 (61a)
1769年の1月14日にザルツブルクで作曲された初期のミサ曲である。モーツァルトのミサ曲において楽器編成は非常に小規模の編成となっている。

### ミサ曲 ハ長調『ドミニク・ミサ』 K. 66
1769年にザルツブルクで作曲された初期のミサ曲（ミサ・ソレムニス）である。当時、モーツァルト一家が住んでいた家の家主であったローレンツ・ハーゲナウア（Lorenz Hagenauer）の四男であるカイェタン・ルーペルト・ハーゲナウア（Franz Cajetan Rupert Hagenauer）が司祭に就任した際に、その最初のミサのために作曲されたものである。
なお、タイトルの『ドミニク・ミサ』とは、ハーゲナウアの修道名が「ドミニクス」と称していたことが由来であり、そこからこのタイトルで呼ばれるようになった。

### ミサ・ブレヴィス ハ長調 K. 115 (166d)
1773年に作曲された未完のミサ曲であるが、現在は偽作とされており、父レオポルト・モーツァルトの作とされているが父の作であるかは疑問視されている。

### ミサ・ブレヴィス ヘ長調 K. 116 (90a)
1773年に作曲されたミサ曲であるが、現在は偽作とされており、父レオポルト・モーツァルトの作であると断定されている。

### ミサ曲 ト長調『パストラル・ミサ』 K. 140 (Anh.C 1.12)
1773年頃にザルツブルクで作曲されたと考えられるミサ曲である。当初はヨーロッパの教会にある写本で1770年代初頭の作品とされ、他者による偽作と疑問視されていた。後にモーツァルトの書き込みがある写譜が発見され、研究後に本人のものと判断された。このミサ曲は、ヨーゼフ・シュタルツァー（Joseph Starzer）のバレエ音楽に基づく編曲に近い作品であるとされている。

### ミサ曲 ハ長調『三位一体の祝日のためのミサ』 K. 167
1773年の6月にザルツブルクで作曲されたミサ曲（ミサ・ソレムニス）である。ヒエロニュムス・コロレド伯の命によって簡素な作品となっている。

### ミサ曲 ヘ長調『ミサ・ブレヴィス』 K. 192 (186f)
1774年の6月24日にザルツブルクで作曲されたミサ曲である。ザルツブルクの大聖堂のために作曲されたものと考えられている。ヒエロニュムス・コロレド伯の命によって簡素な作品となっている。

### ミサ曲 ニ長調『ミサ・ブレヴィス』 K. 194 (186h)
1774年の8月8日にザルツブルクで作曲されたミサ曲である。ザルツブルクの大聖堂のために作曲されたものと考えられている。父が妻へ宛てた手紙には、礼拝堂においてレオポルトが指揮を行ったと記述されている。

### ミサ曲 ハ長調『クレド・ミサ』 K. 257
1776年の11月にザルツブルクで作曲されたミサ曲である。特別な祝祭日のために作曲されたものと考えられているが、資料が無いため不明である。『ミサ・ロンガ』に次いで編成が大規模である。

### ミサ曲 ハ長調『シュパウル・ミサ』 K. 258
1775年の12月にザルツブルクで作曲されたミサ曲である。父レオポルトの手紙の記述によれば、このミサ曲はシュパウル伯爵の聖職叙任式のために作曲されたものとされている。

### ミサ曲 ハ長調『オルガン・ソロ・ミサ』 K. 259
1775年から1776年にかけてザルツブルクで作曲されたミサ曲である。
タイトルの由来は、「ベネディクトゥス」においてオルガンが声楽のオブリガードのパートとして活躍し、目立つことから来ている。

### ミサ曲 ハ長調『ミサ・ロンガ』 K. 262 (246a)
1775年の6月または7月にザルツブルクで作曲されたミサ曲である。
『ミサ・ロンガ』（Missa longa, 「長いミサ」の意）の表記は父レオポルトの書き込みによるものである。

### ミサ曲 変ロ長調 K. 275 (272b)
1777年の9月23日頃にザルツブルクで作曲されたミサ曲（ミサ・ブレヴィス）である。

### ミサ曲 ハ長調 K.337
1780年の3月にザルツブルクで作曲されたミサ曲（ミサ・ソレムニス）である。ザルツブルク時代において最後に作曲されたミサ曲である。